# Antonio Garzya
Antonio Garzya (Tuturano, 22 gennaio 1927 – Telese Terme, 6 marzo 2012) è stato un filologo classico e bizantinista italiano.
Fu Professore Ordinario e poi Emerito di Filologia bizantina e Letteratura greca all'Università degli Studi di Napoli "Federico II", Ateneo presso il quale insegnò anche, per incarico, Papirologia e Filologia greca medievale e neogreca.

## Biografia
Dopo aver frequentato il ginnasio "P. Colonna" a Galatina (provincia di Lecce) e il liceo "G. Palmieri" a Lecce, Garzya studiò filologia classica all'Università di Napoli, laureandosi nel 1949 con una tesi intitolata "Ricerche sull' Andromaca di Euripide". Nel 1953 iniziò la carriera di insegnante nei licei. Dal 1960 e fino al 1965 fu incaricato di Filologia bizantina e di Papirologia all'Università di Napoli. Dopo aver esercitato, per un solo anno accademico, la funzione di Preside nei licei statali, dal 1966 al 1968 fu Professore Straordinario di Filologia bizantina all'Università di Macerata, dove, allo stesso tempo, ebbe l'incarico di Letteratura latina. Dal 1969 al 1980 fu professore di Filologia bizantina all'Università di Napoli. Nel 1981 spostò l'ordinariato alla prima cattedra di Letteratura greca e con tale qualifica fu collocato fuori ruolo nel 1997 e in quiescenza nel 2002. Allo stesso tempo, dal 1973 al 1983, insegnò Filologia greca medievale e neogreca e nel 1976 fu professore invitato di Filologia bizantina all'Università di Vienna. Dal 1984 al 1988 fu professore associato di Greco medievale alla Sorbona di Parigi. Nel 1993 divenne membro dell'UPRESA 8062 “Médecine grecque” (ex URA 1255) del CNRS a Parigi. 
Sposato con Jacqueline Maguy Peeters (Genk, Belgio, 1924 - Napoli, 2012), ebbe da lei due figli: Giacomo (nato nel 1952) e Chiara (nata nel 1955 e deceduta nel 2019). 
Garzya diresse la rivista Κοινωνία e la serie Speculum (D'Auria, Napoli), nonché le serie Hellenica et Bizantina Neapolitana (Bibliopolis, Napoli) e Classici greci: Sezione tardoantica e bizantina (UTET, Torino). Fu membro dei consigli scientifici della Revue des études grecques (Parigi), dei Cuadernos de filología clásica (Madrid), della Rivista di studi bizantini e neoellenici (Roma), di Bizantinistica (precedentemente Rivista di bizantinistica, Bologna), dell'Archivio di storia della cultura (Napoli) e di Magna Grecia (Cosenza). 
Antonio Garzya ricevette un dottorato onorario dall'Università di Tolosa nel 1967 e fu membro dell'Accademia Pontaniana di Napoli dal 1970 (istituzione di cui fu Presidente dal 2002 e poi Presidente emerito) e, dal 1981, dell'Accademia di Archeologia, Lettere e Belle Arti della Società Nazionale di Scienze, Lettere e Arti di Napoli (della quale fu Presidente dal 1997 al 2000). Nel 1974 divenne membro corrispondente dell'Accademia austriaca delle scienze, nel 1980 membro onorario della Εταιρεία Βυζαντινών Σπουδών (Atene), il 28 maggio 1999 fu eletto socio straniero dell'Accademia des Inscriptions et Belles-Lettres (Paris), nel 2001 membro ordinario dell’Accademia delle Scienze di Torino e nel 2001 membro dell’Accademia di Atene. Dal 1980 fu vicepresidente dell’Associazione internazionale di studi bizantini e dal 1993 presidente onorario dell’Associazione di studi sulla tarda antichità. 

## Attività di ricerca
Garzya rivolse i suoi interessi principalmente alla critica letteraria del greco antico, del greco della tarda antichità e del greco bizantino. In una vastissima bibliografia (al 1997, quando ne fu curato l'indice nel volume di studi a lui dedicato, superava già i seicento titoli) si occupò ampiamente di poesia greca dall'antico al bizantino, di prosa greca epistolare, oratoria e scientifica, di critica del testo.
Il suo campo di ricerca nella letteratura antica includeva la poesia corale arcaica (Alcmane), l'elegia (Teognide), la tragedia (Euripide) e i loro rapporti con la commedia greca (Menandro) e le commedie romane (Plauto). Alla fine degli anni '50 Garzya rivolse la sua attenzione alle opere della tarda antichità (Sinesio, Procopio di Gaza) e della letteratura bizantina (Niceforo Basilace; Teodoro Prodromo). Si occupò anche di testi isolati, come un trattato di Dionigi il Periegeta sulla cattura degli uccelli e la Voskopula, un'anonima poesia pastorale dei tempi del Rinascimento cretese. A partire dagli anni '90 si dedicò allo studio della medicina dell'antica Grecia e della tarda antichità (Oribasio, Ezio di Amida, Alessandro di Tralles, Paolo di Egina, Cassio Iatrosofista) e della medicina bizantina.
Elaborò edizioni critiche per la Bibliotheca Teubneriana (Euripide: Eraclidi, Andromaca e Alcesti; Dionigi il Periegeta: la parafrasi del poema Sull'uccellagione; Niceforo Basilace: Orazioni ed Epistole), per la Collection des Universités de France dell'Associazione Guillaume Budé (Sinesio: Epistole), per i tipi dell'Officina poligrafica di Stato (Sinesio: Epistole), nonché, tra il resto, un'edizione dei primi due libri delle elegie di Teognide, l'editio princeps di un encomio di Niceforo Basilace (Encomio per Adriano Comneno) e dei Problemata di Cassio Iatrosofista. Curò le edizioni con traduzione e commento delle opere di Sinesio e della Topografia cristiana (libri 1-5) di Cosma Indicopleuste, nonché un'antologia di medici bizantini.
Si occupò anche di storia dell'editoria classica (omaggi a B. G. Teubner e alle edizioni Les Belles Lettres) e scrisse una Storia della letteratura greca.

## Pubblicazioni principali

### Monografie
- Studi su Euripide e Menandro. G. Scalabrini, Napoli, 1961.
- Pensiero e tecnica drammatica in Euripide. Libreria Scientifica, Napoli, 1962; II ed. 1987.
- Studi sulla lirica greca da Alcmane al primo impero. Casa editrice G. D'Anna, 1963 («Biblioteca di cultura contemporanea» 83).
- (con Marcello Gigante e Giovanni Polara) Omaggio a BG Teubner. Un grande editore e gli studi classici. D'Auria, Napoli, 1983 («Radici» 1).
- (con Georges Vallet e Salvatore D'Elia) Omaggio a Les belles lettres. Cultura francese e studi classici. D'Auria, Napoli, 1985 («Radici» 4).
- Storia della letteratura greca. Paravia, Torino 1972; XVII ed. 1991.
- Guida alla traduzione dal greco. UTET Libreria, Torino, 1991.

### Edizioni critiche
- Teognide, Elegie. Libri 1-2, testo critico, introduzione, traduzione e note con una scelta di testimonianze antiche e un lessico. Sansoni, Firenze, 1958
- Dionysii Ixeuticon seu de Aucupio libri tres in epitomen metro solutam redacti. in aedibus B. G. Teubneri, Lipsiae, 1963 («Bibliotheca Teubneriana»).
- Niceforo Basilace, Encomio per Adriano Comneno, testo edito per la prima volta, con apparato critico, introduzione e commentario. Scalabrini, Napoli, 1965 («Speculum. Sez. commenti» 1).
- Euripides, Heraclidae. B. G. Teubner, Leipzig, 1972 («Bibliotheca Teubneriana»).
- Euripides, Andromacha. B. G. Teubner, Leipzig, 1978 («Bibliotheca Teubneriana»).
- Synesii Cyrenensis epistulae. Typis Officinae Polygraphicae, Romae, 1979.
- Euripides, Alcestis. B. G. Teubner, Leipzig, 1980. II. ed. 1983 («Bibliotheca Teubneriana»).
- Nicephori Basilacae orationes et epistulae. B. G. Teubner, Leipzig, 1984 («Bibliotheca Teubneriana»).
- Sinesio di Cirene, Opere. Epistole, operette, inni. UTET, Torino,1989 («Classici greci»).
- Cosma Indicopleusta, Topografia cristiana. Libri 1-5, premessa di Wanda Wolska-Conus, postfazione di Riccardo Maisano. D'Auria, Napoli, 1992 («Radici»).
- (con Denis Roques) Synésios de Cyrène, tom. 2, Correspondance: Lettres 1-63; tom. 3, Correspondance: Lettres 64-156, Les belles lettres, Paris, 2000 («Collection des universités de France. Sér. Grecque» 397).
- (con Rita Masullo) I problemi di Cassio Iatrosofista, testo critico, introduzione, apparato critico, traduzione e note. Accademia Pontaniana, Napoli, 2004 («Quaderni dell'Accademia Pontaniana», 38).
- Medici Bizantini. Oribasio, Aezio, Alessandro di Tralle, Paolo di Egina, Leone medico. UTET, Torino, 2006 («Classici greci»).